# Hamatonbetsu, Hokkaidō
Hamatonbetsu (浜頓別町 Hamatonbetsu-chō) là thị trấn thuộc huyện Esashi, phó tỉnh Sōya, Hokkaidō, Nhật Bản. Tính đến ngày 1 tháng 10 năm 2020, dân số ước tính thị trấn là 3.448 người và mật độ dân số là người/km2. Tổng diện tích thị trấn là 401,56 km2.